# Krupino (Kaliningrad, Prawdinsk, Domnowo)
Krupino (Крупино, deutsch Lawo) ist der Name eines untergegangenen Ortes in der russischen Oblast Kaliningrad (Gebiet Königsberg (Preußen)). Seine Ortstelle gehört zum Munizipalkreis Rajon Prawdinsk (Stadtkreis Friedland).

## Geographische Lage
Die Ortsstelle Krupinos liegt in der südlichen Mitte der Oblast Kaliningrad, elf Kilometer nordwestlich der ehemaligen Kreis- und heutigen Rajonshauptstadt Friedland (russisch Prawdinsk) bzw. 27 Kilometer nördlich der heute auf polnischem Hoheitsgebiet gelegenen Kreismetropole Bartoszyce (deutsch Bartenstein).

## Geschichte
Das Gründungsjahr des einstmals Lavo, nach 1722 Lawo genannten kleinen Gutsorts ist nicht bekannt. In der Mitte des 19. Jahrhunderts wurde aus den zum Gutsbezirk Puschkeiten (russisch Sosnowka) gehörenden Vorwerken Beschluß (kein russischer Name bekannt, nicht mehr existent) und Lawo der Gutsbezirk Lawo gebildet, der wenige Jahre später in den Amtsbezirk Puschkeiten im ostpreußischen Kreis Friedland (1927 bis 1945 „Kreis Bartenstein“) eingegliedert wurde. 185 Einwohner zählte der Gutsbezirk Lawo im Jahre 1910.
Am 30. September 1928 wurde der Gutsbezirk Lawo in die Landgemeinde Stockheim (russisch Saizewo) im Amtsbezirk Lisettenfeld (russisch Koschewoje, ab 1930: „Amtsbezirk Schwönau“) (russisch Perewalowo) eingemeindet.
Als 1945 in Kriegsfolge das gesamte nördliche Ostpreußen an die Sowjetunion fiel, kam Lawo 1947 zum Domnowski selski sowet/okrug (Dorfsowjet Domnau) und erhielt 1950 die russische Namensform „Krupino“. Anfangs noch besiedelt schwand jedoch die Zahl der Einwohner, und bereits lange vor 1975 war Krupino verlassen. Der Ort gilt als untergegangen. Die Ortsstelle gehört heute zum Munizipalkreis Rajon Prawdinsk (Stadtkreis Friedland) in der russischen Oblast Kaliningrad.

## Religion
Christentum
Bis 1945 war Lawo in das Kirchspiel der evangelischen Kirche Stockheim (russisch Saizewo) in der Kirchenprovinz Ostpreußen der Kirche der Altpreußischen Union, außerdem in die römisch-katholische Pfarrei Friedland (bis 1931 Pfarrei Tapiau) im damaligen Bistum Ermland eingegliedert.

## Verkehr
Die Ortsstelle Krupino, die nicht mehr erkennbar ist, liegt am Ende einer Nebenstraße, die bei Saizewo (Stockheim) von der Regionalstraße 27A-083 (ex A 196, einst deutsche Reichsstraße 131) in nördlicher Richtung abzweigt.